# .mk
‎.mk‏ دامنه اینترنتی اختصاص داده شده به جمهوری مقدونیه است.